# Palente-Orchamps-Saragosse
Pour l’article ayant un titre homophone, voir Palante.

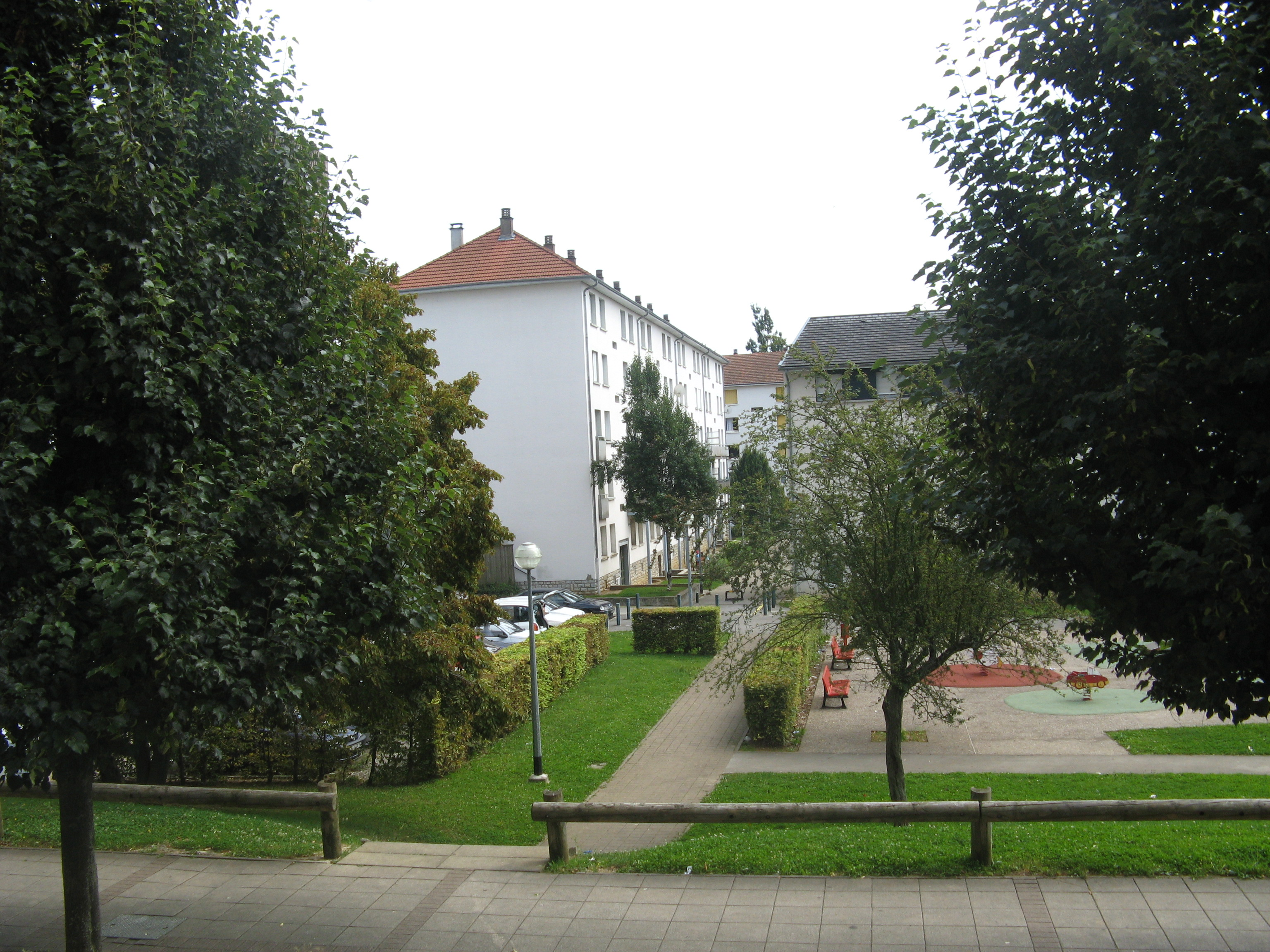
Un autre aspect des Orchamps

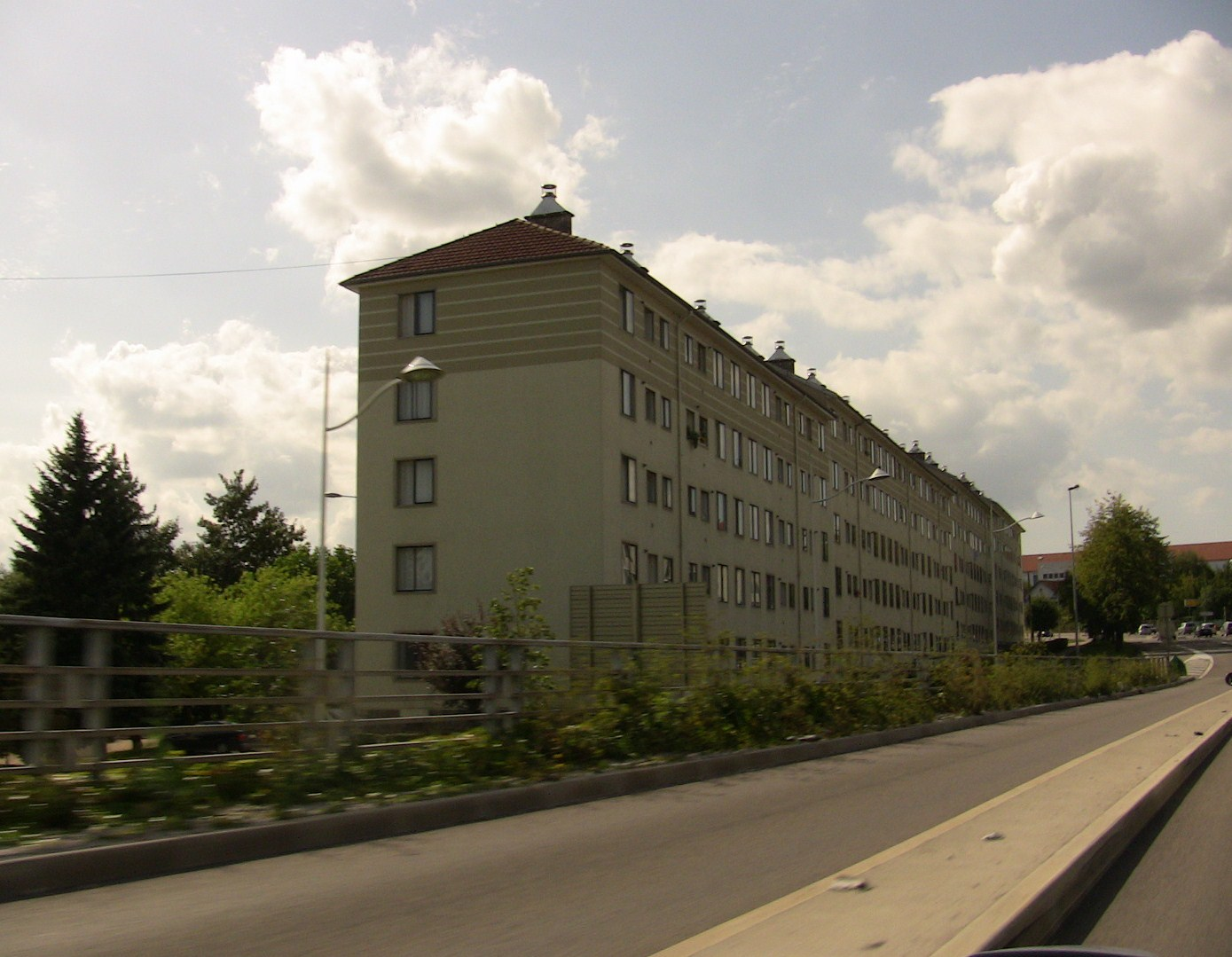
Un bâtiment des Orchamps

Palente-Orchamps-Saragosse est un quartier de Besançon situé à l'est de la ville C'est un secteur sorti de terre durant les années 1960. En 1990 le secteur comptait,  plus de 5 300 habitants.

## Historique
À l'endroit où s'est établi le quartier de Palente, on trouve trace d'un « Parlante » dans un écrit de 1271 puis d'un « Palente » en 1345.
Selon l'historienne de la ville Eveline Toillon, l'étymologie de « Palente » viendrait du terme latin pa(bu)lantem qui signifie terre à fourrages ou à pâture, et qui serait confirmée par le fait que cette zone était autrefois vouée à la culture céréalière.
En 1452, une tuilerie s'installe dans le secteur.
Le cœur historique de Palente, désigné par le terme de Palente-Village est constitué principalement d'anciennes habitations à usage de ferme, centrées autour du Chemin de Palente, aux carrefours des chemins des Courtils, du Grand-Buisson et de l'Ermitage. Le carrefour entre l'actuel boulevard Blum et la rue de Belfort a longtemps accueilli (avant sa démolition dans les années 2000) l'Auberge Comtoise et sa salle de bal, un établissement qui fut précédemment relais de diligences, ainsi qu'une halte pour les bûcherons qui approvisionnaient en bois la cité de Besançon depuis la forêt de Chailluz voisine.
Durant l'hiver de 1870, une redoute est aménagée sur la colline dominant le quartier. Avec 13 autres positions, elle constitue la mise en défense de la ville face à l'avancée allemande. Après la défaite, le général Séré de Rivières  fait réaliser un ensemble de forts et batteries autour de la ville dont une partie sur les emplacements précédents. C'est ainsi que la colline de Palente reçoit le fort Benoit.
Au cours du XIXe siècle, la zone de Palente a accueilli un champ de manœuvre de l'armée, qui en est restée propriétaire jusqu'en mai 1951, date à laquelle la municipalité fit acquisition des 16 hectares pour 20 millions de francs de l'époque. Cela devait permettre de construire rapidement des logements sociaux (le plan de masse en prévoyait 834) pour répondre à la forte poussée démographique de l'après-guerre. Le chantier fut ouvert en 1952-1953, à peu près simultanément avec celui de Montrapon. La plupart des immeubles élevés à cet endroit, à l'origine prévus pour subsister une trentaine d'années, existent toujours en 2011. À l'instar de Planoise, ce sont majoritairement des petits bâtiments de cinq étages maximum qui sont construits. Aujourd'hui le secteur est classé en quartier prioritaire de la politique de la ville.
La première pierre de l'église Saint-Pie X est posée durant le printemps 1957. En juin 1959 est inaugurée la salle des fêtes du quartier, tandis que septembre de la même année est marqué par la création du Centre Culturel Populaire de Palente - Les Orchamps.
En 1964, le lycée Pergaud, qui est actuellement le plus grand de l'Académie de Besançon, accueille sa première rentrée. En 1965, le quartier se retrouve coupé en deux par le boulevard Léon Blum.
Mais le quartier connaît son épisode historique le plus mémorable entre 1973 et 1978 en étant le théâtre de l'affaire Lip, lui valant une couverture médiatique nationale et internationale. En effet, la petite entreprise horlogère du quartier fut à l'origine d'un des conflits sociaux les plus marquants du XXe siècle.
À l'instar du reste de la ville, le quartier connaît depuis le début des années 2000 de profondes mutations, par la réhabilitation de certains immeubles ou embellissements (aménagement de la place des Tilleuls), voire leur reconstruction pure et simple (îlot Scaremberg par exemple). Il est à ce titre inclus au sein d'un quartier prioritaire avec Les Orchamps.

## Évolution démographique
| 1999   | 2006   | 2010   | 2015   |
| ------ | ------ | ------ | ------ |
| 12 110 | 11 190 | 10 738 | 10 804 |

## Équipements sportifs et culturels
- M.J.C. Palente
- Stade des Orchamps
- Gymnase Jean Zay

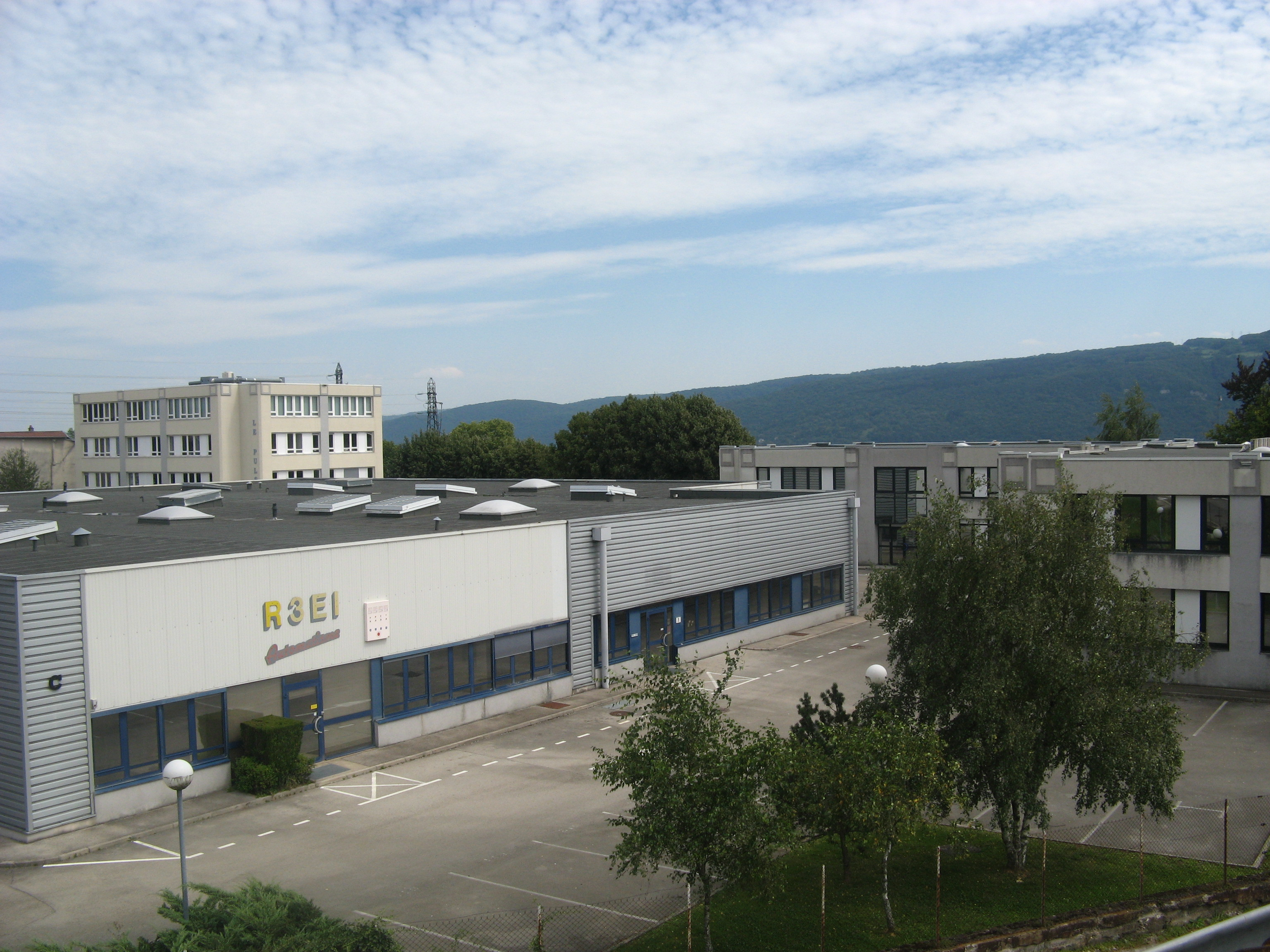
Le quartier de Palente; Ici la ZI

- Gymnase des Orchamps, salle du Palente Besançon handball

### Clubs sportifs
- Olympique de Besançon Rugby
- ASOB - A.S. les Orchamps-Besançon, Ecole de Football des Orchamps[6]
- A.S. Palente-Orchamps handball[7]
- F.C. Orchamps O.P, un club de football uwwr[8]

## Bâtiments administratifs
- ANPE
- ASSEDIC

## Infrastructures
- Crèche des Orchamps
- Centre social des Orchamps

## Enseignement
| Écoles maternelles - École maternelle publique Condorcet - École maternelle publique Jean Zay - École maternelle publique Edouard Herriot - École maternelle publique Pierre et Marie Curie Écoles primaires - École primaire publique Condorcet - École primaire publique Jean Zay - École primaire publique Pierre et Marie Curie - École primaire publique Edouard Herriot |  | Enseignement Secondaire - Collège Pierre-Joseph Proudhon - Lycée Louis Pergaud Enseignement Supérieur - Franche-Comté Formation Argos |

## Associations de quartier
- Association Palente
- Arc en Ciel
- La Jeunesse de Palente
- ARTAIDE
- Un quartier pour une cause

## Industrie
- DIXI Microtechniques, mécanique de précision pour la défense, l'aéronautique et le médical
- Polycaptil, société d'ingénierie et de fabrication en opto-électronique et mécatronique.
- L'ancien site des usines Lip, construit autour du château de la Palante[9], a également été reconverti en pépinière d'entreprises et accueille de nombreuses autres entreprises.

## Transports
Le transport de la ville est géré par la compagnie de bus Ginko. Le quartier est desservi par les lignes :
- T1  du Tramway de Besançon
- L4  L6  7  11  12  25  des bus urbains
- 71  72  73  74  75  des bus péri-urbains
- Ginko Diabolo  D3  D4  D6  D9 .